# Răchițele de Sus, Argeș
Răchițele de Sus este un sat în comuna Cocu din județul Argeș, Muntenia, România.